# Anthony Snodgrass
Anthony Snodgrass (* 7. Juli 1934 in London) ist ein britischer Klassischer Archäologe.

## Leben
Anthony Snodgrass besuchte das Marlborough College, diente in der Royal Air Force und studierte anschließend Klassische Archäologie und Alte Geschichte am Worcester College der University of Oxford. Ab 1961 war er Lecturer in Classical Archeology an der Edinburgh University. 1968 wurde er zum Reader ernannt, 1975 zum Professor. Kurz darauf wechselte er an die University of Cambridge, wo er von 1976 bis 2001 Laurence Professor of Classical Archaeology war. Seit seiner Emeritierung ist er Fellow des Clare College an der University of Cambridge.
In seiner Forschung verbindet Snodgrass Methoden der Klassischen Archäologie und der Alten Geschichte. Von besonderer Bedeutung sind seine Arbeiten zum frühen Griechenland. Seine Publikationen behandeln verschiedene Aspekte der griechischen Kulturgeschichte, darunter das archaische Staatswesen, Siedlungsgeschichte und Topografie, Kunsthandwerk und Rüstungswesen der Antike.
Snodgrass ist Mitglied der British Academy (seit 1979, Vizepräsident 1991–1992), der Society of Antiquaries of London und des Deutschen Archäologischen Instituts. Im Jahr 1984–1985 war er Sather Professor an der University of California, Berkeley. 2009 erhielt er die Ehrendoktorwürde der University of Chicago.

## Schriften (Auswahl)
- Early Greek Armour and Weapons. From the End of the Bronze Age to 600 B.C. Edinburgh University Press, Edinburgh 1964, (Zugleich: Oxford, Universität, Dissertation, 1962).
- Arms and Armour of the Greeks. Thames and Hudson, London 1967.
  - Deutsche Übersetzung von Andrea Büsing-Kolbe: Wehr und Waffen im antiken Griechenland. von Zabern, Mainz 1984, ISBN 3-8053-0533-8.
- The Dark Age of Greece. An Archaeological Survey of the Eleventh to the Eighth Centuries BC. Edinburgh University Press, Edinburgh 1971, ISBN 0-85224-089-9, (Nachdruck. ebenda 2008, ISBN 978-0-7486-1403-5).
- Archaeology and the Rise of the Greek State. An Inaugural Lecture. Cambridge University Press, Cambridge u. a. 1977, ISBN 0-521-29244-1.
- Archaic Greece. The Age of Experiment. Dent, London u. a. 1980, ISBN 0-460-04338-2.
- An Archaeology of Greece. The Present State and Future Scope of a Discipline (= Sather Classical Lectures. 53). University of California Press, Berkeley CA u. a. 1987, ISBN 0-520-05855-0.
- Homer and the Artists. Text and Picture in Early Greek Art. Cambridge University Press, Cambridge u. a. 1998, ISBN 0-521-62022-8.
- Archaeology and the Emergence of Greece. Collected Papers on Early Greece and Related Topics (1965–2002). Edinburgh University Press, Edinburgh 2006, ISBN 0-7486-2333-7.